# Riunificazione tedesca

Variazioni territoriali dal 1949 al 1990:
-fascia più alta, da sinistra a destra: la Saarland, la Germania Ovest, Berlino, la Germania Est;
-fascia di mezzo: la Saarland riunito alla Germania Ovest;
-fascia più bassa: la Germania riunificata.

La riunificazione tedesca (Deutsche Wiedervereinigung) è stato il processo di riconquista dell'unità nazionale da parte della Germania, che al termine della seconda guerra mondiale, conclusasi con la sconfitta del Terzo Reich, era stata divisa in due Stati dalle potenze alleate. Si parla di "riunificazione" in relazione al più antico processo di "unificazione tedesca" (Deutsche Einigung) che portò alla costituzione dello Stato tedesco nel 1871.
La riunificazione tedesca avvenne il 3 ottobre 1990, quando i territori della Repubblica Democratica Tedesca (RDT, comunemente chiamata "Germania Est" in italiano; Deutsche Demokratische Republik, o DDR, in tedesco) vennero incorporati nell'allora "Germania Ovest" (in tedesco denominata ufficialmente Bundesrepublik Deutschland o BRD; in italiano Repubblica Federale Tedesca, o RFT), per poi costituirsi in cinque nuovi Länder ("stati federati"): Meclemburgo-Pomerania Anteriore, Brandeburgo, Sassonia, Sassonia-Anhalt e Turingia. Lo stato riunificato mantenne il nome che era della Germania Ovest ed è ancora oggi la Repubblica Federale Tedesca.
Passaggi fondamentali in vista della riunificazione furono la caduta del muro di Berlino (9 novembre 1989) e l'entrata in vigore, il 1º luglio 1990, del Trattato sull'unione monetaria, economica e sociale (Währungs-, Wirtschafts- und Sozialunion) tra i due Stati, che prevedeva un tasso di conversione tra marco dell'est e marco dell'ovest di 1 a 1 per le partite correnti e di 2 marchi dell'est per un 1 marco dell'ovest per patrimoni e debiti.
Dopo le prime elezioni libere nella Germania Est, tenutesi il 18 marzo 1990, i negoziati tra i due Stati culminarono in un Trattato di Unificazione, mentre i negoziati tra le due Germanie e le quattro potenze occupanti (Francia, Regno Unito, Stati Uniti d'America e Unione Sovietica) produssero il cosiddetto Trattato due più quattro, che garantiva la piena indipendenza a uno stato tedesco riunificato.
Legalmente non si trattò di una riunificazione tra i due stati tedeschi, ma dell'annessione da parte della Germania Ovest dei cinque Länder della Germania Est e di Berlino Est: tale scelta velocizzò la riunificazione tra i due stati (evitando così la creazione di una nuova costituzione e la sottoscrizione di nuovi trattati internazionali).
La Germania riunificata rimase un Paese membro delle Comunità europee (e poi dell'Unione europea) e della NATO. La stessa riunificazione tedesca appare come un passaggio imprescindibile per la successiva integrazione europea (a partire dal Trattato di Maastricht firmato il 7 febbraio 1992 ed entrato in vigore il 1º novembre 1993) e per l'adozione dell'euro come valuta comune a numerosi Paesi del continente.

## Antefatti
Dopo la fine della seconda guerra mondiale in Europa, la Germania era stata divisa in quattro zone di occupazione. La vecchia capitale Berlino, in quanto sede del Consiglio di Controllo Alleato, venne essa stessa suddivisa in quattro zone di occupazione. Benché l'intento delle quattro potenze occupanti fosse di governare insieme una Germania con i confini del 1947, l'avvento delle tensioni della guerra fredda fece sì che le zone francese, britannica e statunitense formassero nel 1949 la Repubblica Federale Tedesca (e Berlino Ovest), escludendo la zona di occupazione sovietica, che divenne nello stesso anno la Repubblica Democratica Tedesca (comprendente Berlino Est). Oltre a ciò, diverse parti dell'ex Reich tedesco vennero annesse alla Polonia e all'Unione Sovietica.

La Germania occupata nel 1945

Sia la RFT che la RDT avanzarono la pretesa di essere il legittimo successore legale dello stato tedesco del 1945. Comunque la RDT cambiò in seguito la sua posizione, dichiarando che la Germania aveva cessato di esistere nel 1945 e che sia la RFT che la RDT erano due stati di nuova fondazione.
La prima proposta per la riunificazione della Germania venne avanzata da Stalin nel 1952, con termini simili a quelli in seguito adottati per l'Austria con il Trattato di Stato austriaco. Stalin proponeva la creazione di una Germania neutrale, con un confine orientale posto lungo la Linea Oder-Neiße e la rimozione di tutte le truppe alleate nel giro di un anno. Il governo tedesco occidentale del cancelliere Konrad Adenauer favoriva una maggiore integrazione con l'Europa occidentale e chiese che la riunificazione fosse negoziata alla condizione che si svolgessero in tutta la Germania elezioni politiche sotto osservazione internazionale. Questa condizione venne respinta dai sovietici. Un'altra proposta di Stalin prevedeva la riunificazione della Germania con i confini del 31 dicembre 1937, a condizione ch'essa aderisse al Patto di Varsavia.
Vi è da notare che Konrad Adenauer era renano e che la Renania da secoli era stata in aperto conflitto con la Prussia, talché nel corso della storia dell'Impero Germanico il motto dei Renani era sempre stato «Weg von Berlin» (via da Berlino). L'unico serio tentativo di superare e risolvere il problema della "riunificazione tedesca" (Deutsche Wiedervereinigung) ebbe luogo in occasione del Vertice di Ginevra nel luglio del 1955, presenti Nikolaj Aleksandrovič Bulganin, Dwight D. Eisenhower, Pierre Mendès-France ed Anthony Eden. Nella dichiarazione finale si diceva espressamente:
Solo tre mesi dopo, nell'ottobre del 1955, alla Conferenza dei Ministri degli Esteri che doveva rendere operativa la dichiarazione, Vjačeslav Molotov si rimangiò gli impegni presi dal suo Paese, frustrando ogni ulteriore tentativo di soluzione negoziale della questione. A partire dal 1949, la Repubblica Federale di Germania si sviluppò in una nazione con una economia di libero mercato di tipo occidentale e un governo parlamentare democratico periodicamente rieletto con libere elezioni. Una prolungata crescita economica iniziata negli anni cinquanta diede vita a trent'anni di "miracolo economico" (Wirtschaftswunder).
Oltre confine, la Repubblica Democratica Tedesca instaurò un governo autoritario con un'economia pianificata. La RDT divenne la nazione economicamente più ricca e più avanzata del blocco sovietico, ma molti dei suoi cittadini continuarono a guardare a ovest per le libertà politiche e la prosperità economica. La fuga di un numero crescente di tedeschi dell'est nelle nazioni non comuniste, attraverso Berlino Ovest, portò la Germania Est, nel 1961, a erigere il Sistema di confine della RDT (del quale faceva parte il Muro di Berlino) per bloccare qualsiasi ulteriore esodo, anche se, nonostante queste misure, le fughe continuarono.
Il governo della Germania Ovest e i suoi alleati della NATO inizialmente non riconobbero la RDT, seguendo la Dottrina Hallstein. Le relazioni tra le due Germanie rimasero fredde fino a quando, negli anni settanta, il cancelliere della Germania Ovest Willy Brandt lanciò un riavvicinamento altamente controverso con la Germania Est (la cosiddetta Ostpolitik).

## La fine della divisione

### Le proteste del 1989

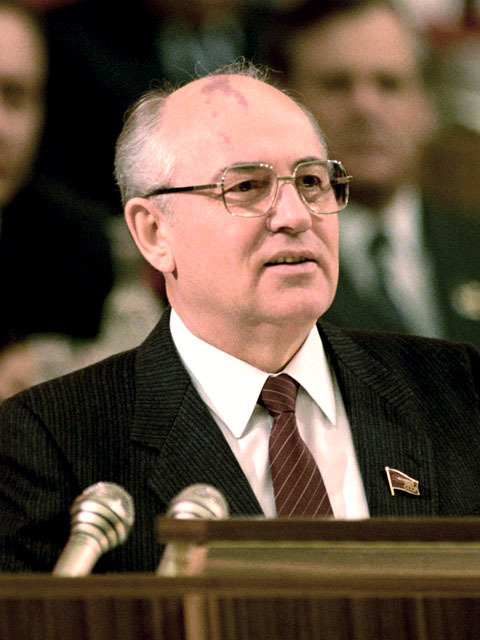
L'allora segretario generale del PCUS Michail Gorbačëv in un'immagine del 1987

Alla metà degli anni ottanta, la prospettiva di una riunificazione della Germania era considerata, sia ad est che ad ovest, una lontana speranza, irraggiungibile finché i governi comunisti governavano l'est europeo. La speranza di una riunificazione entrò nel novero delle possibilità politiche grazie ai cambiamenti interni all'Unione Sovietica. L'avvento del leader riformista Michail Gorbačëv nel 1985 causò infatti un'ondata di riforme che si propagò in tutto il blocco orientale, rappresentando un'opportunità per il cambiamento nella RDT.
Nell'agosto del 1989, l'Ungheria rimosse le restrizioni ai confini con l'Austria, risultando così il primo tra i Paesi del Patto di Varsavia ad aprire le proprie frontiere con un Paese occidentale, e in settembre più di 13 000 tedeschi orientali fuggirono ad ovest attraverso l'Ungheria, che decise di non rimpatriarli. Le manifestazioni di massa contro il regime comunista tedesco iniziarono nel tardo 1989, principalmente con le Dimostrazioni del Lunedì a Lipsia. Di fronte allo scontento popolare il presidente del consiglio di Stato e segretario generale della SED, Erich Honecker, fu costretto a dimettersi il 18 ottobre 1989. Il 7 novembre si dimise il governo Stoph.

### L'apertura del Muro di Berlino

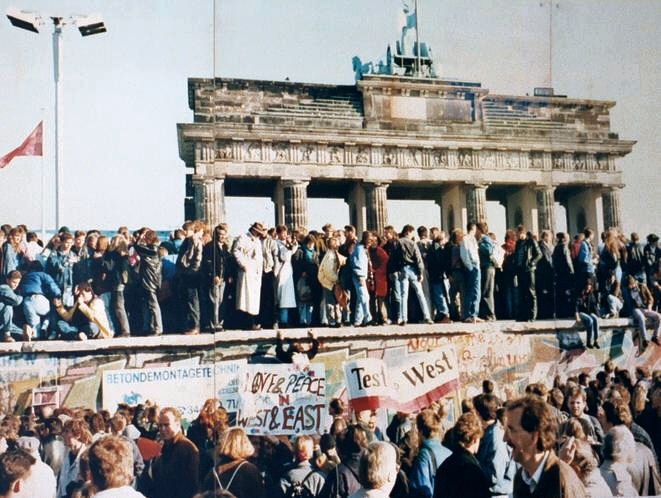
Novembre 1989: il Muro di Berlino occupato da persone prima del suo abbattimento.

Nel frattempo ci si muoveva per rimuovere le restrizioni ai movimenti per i tedeschi dell'est. L'apertura del Muro di Berlino era originariamente prevista per il 10 novembre, ma durante una conferenza stampa data il giorno precedente dal responsabile dell'informazione della SED, Günter Schabowski, questi, rispondendo al giornalista dell'ANSA Riccardo Ehrman, affermò che l'apertura era prevista per "subito". Tale incauta risposta fu ritrasmessa dalla televisione e fiumi di cittadini si riversarono sul Muro per accertarsi della sua veridicità. Le guardie di confine aprirono i punti di accesso permettendo alla gente di passare. Molti tedeschi di entrambe le parti iniziarono ad abbattere sezioni del muro stesso, dando conclusione senza spargimenti di sangue a uno dei simboli più significativi del XX secolo.

### La democratizzazione del socialismo

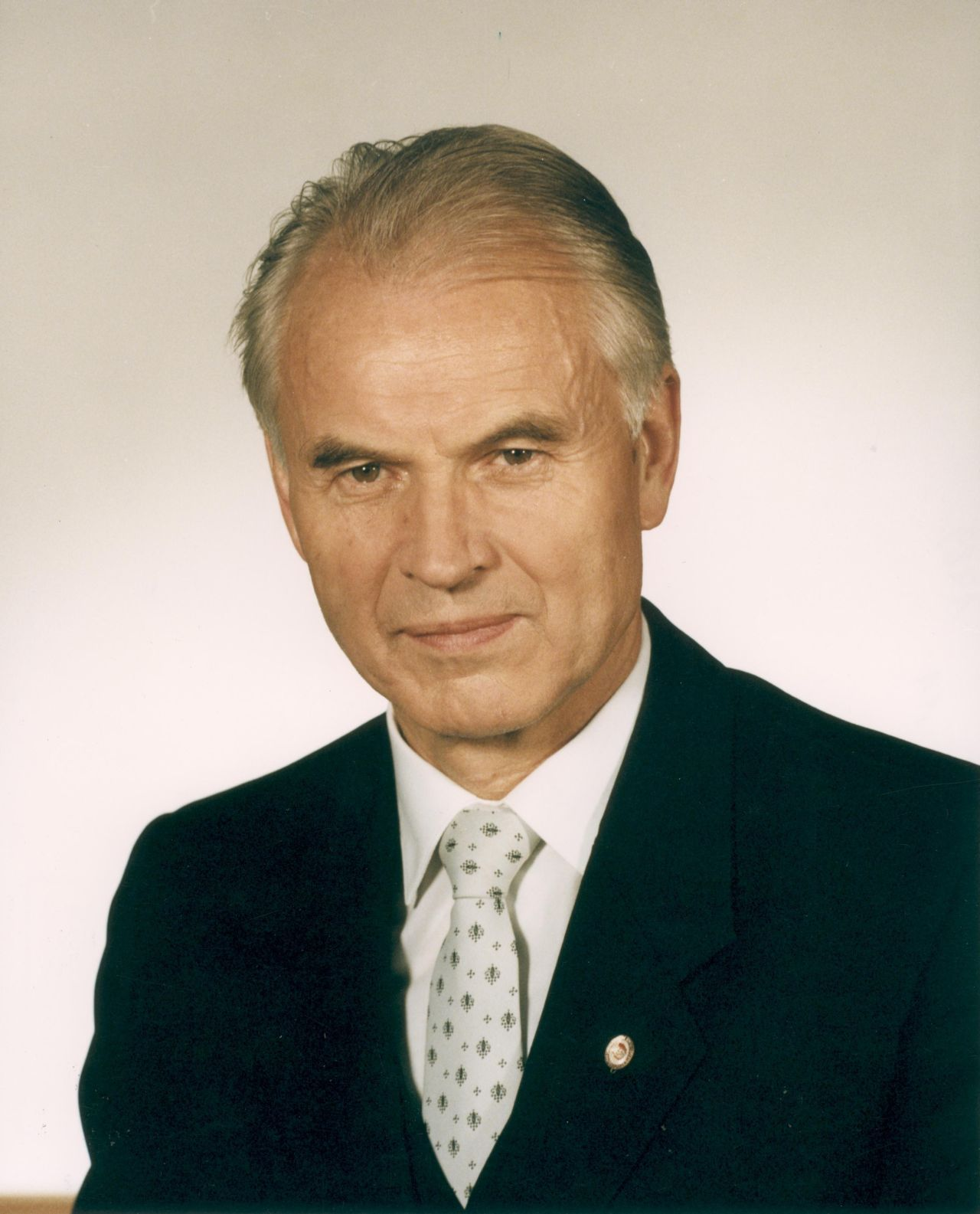
Hans Modrow in uno scatto del 1989.

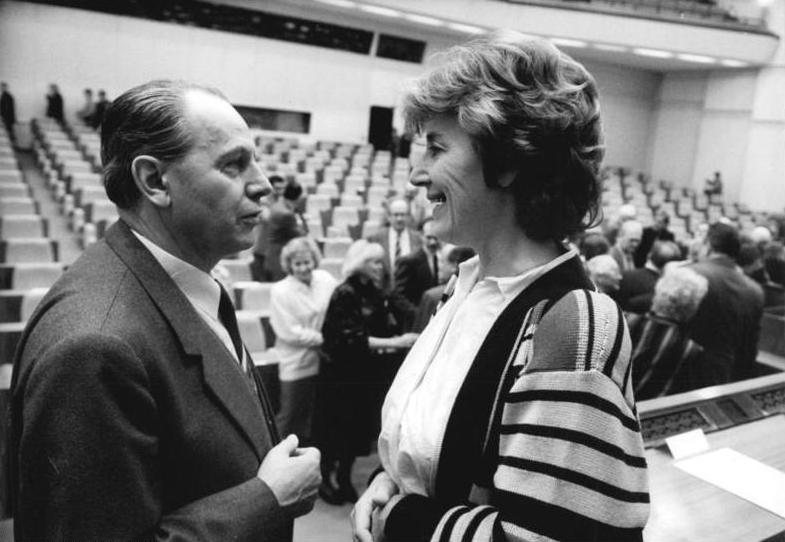
Christa Luft fotografata con Witho Holland alla Volkskammer (1º dicembre 1989).

A succedere a Willi Stoph nella carica di presidente del consiglio della RDT fu, il 13 novembre, Hans Modrow, leader della SED a Dresda. Già quattro giorni dopo si avviarono contatti con la RFT e con la CEE. In un'intervista pubblicata il 4 dicembre da Der Spiegel, Modrow non escludeva la possibilità di una "confederazione tedesca".
In generale, gli obiettivi principali dei movimenti di protesta sorti negli ultimi mesi del 1989 in Germania Est miravano ad una democratizzazione dello Stato, senza mettere in discussione né l'indipendenza della RDT né la sua politica socialista.
(Gabriele Lindner)
Il 26 novembre venne pubblicato l'appello Per il nostro Paese. Firmato da numerosi personaggi pubblici della RDT, venne letto in televisione dalla scrittrice Christa Wolf. Nel documento era ribadita l'intenzione di mantenere un'alternativa socialista alla RFT per mezzo di una RDT indipendente. A gennaio del 1990 il documento risultava firmato da quasi 1.200.000 persone. E ancora il 28 novembre il cancelliere della RFT Helmut Kohl proponeva al Bundestag un Programma in 10 punti per il superamento della divisione della Germania e dell'Europa che non andava oltre la previsione di una confederazione tra i due Stati.
Il 7 dicembre a Berlino rappresentanti dei partiti tradizionalmente al potere nella RDT incontrarono rappresentanti dei gruppi di opposizione di recente formazione, il più consistente dei quali era il Neues Forum. Tale gruppo di lavoro fu denominato "Tavola rotonda" (Zentraler Runder Tisch).
Il 9 dicembre si svolse un congresso straordinario della SED. Le dimissioni di Honecker avevano precipitato il partito in uno stato confusionale, mentre si produceva una fuga di iscritti. La SED però non si sciolse. Fu modificato il nome: inizialmente fu aggiunta alla vecchia sigla la denominazione "Partito del Socialismo Democratico" (PDS), finché non restò che il nuovo nome. Gregor Gysi, un avvocato membro del Neues Forum, divenne presidente della SED-PDS.
Il 17 dicembre vennero pubblicati i risultati di un sondaggio commissionato da Der Spiegel: ne risultò che il 73% dei cittadini della RDT voleva mantenere la sovranità del Paese, mentre il 27% aspirava all'unificazione con la RFT.
Nel frattempo, il governo Modrow aveva messo in piedi concrete iniziative per indirizzare la RDT verso una "economia di piano orientata al mercato". In concreto, venne attribuita ai Kombinate (le imprese di Stato della RDT) una responsabilità diretta nei loro rapporti con le controparti estere, dentro e fuori dal COMECON. Pur mantenendo in piedi la commissione di pianificazione centrale, il numero delle merci controllate venne ridotto. Vennero create regole per la creazione di imprese private (anche medie imprese da scorporare dai Kombinate) e di imprese a partecipazione estera (limitata al 49%), nonché per la riprivatizzazione delle imprese nazionalizzate da Honecker nel 1972. Vennero inoltre prese iniziative per combattere l'inquinamento industriale, un problema che affliggeva gravemente la RDT. Il riformismo del governo Modrow fu orientato alla creazione di una economia mista, cioè un'economia in cui coesistessero proprietà pubblica, privata e cooperativa, con l'introduzione non superficiale di elementi di mercato (competizione tra imprese più che proprietà privata). Tale orientamento rispondeva all'assunto dell'allora vicepresidente del governo, con delega all'economia, Christa Luft:
Nei quattro mesi di attività, il governo Modrow approvò una mole consistente di provvedimenti, ma la situazione nel Paese era critica, tanto da mettere a repentaglio la stessa capacità di funzionamento delle istituzioni. La situazione economica a partire da novembre 1989 era molto peggiorata, anche considerando l'enorme quantità di trasferimenti in Germania Ovest di cittadini della Germania Est (mentre nel 1988 i trasferimenti avevano raggiunto le 39.832 unità, nel 1989 si ebbero 343.854 emigranti). Si spiega così la decisione di Modrow di includere, a fine gennaio 1990, alcuni membri della Tavola rotonda nel governo.

### Prodromi dell'unione monetaria

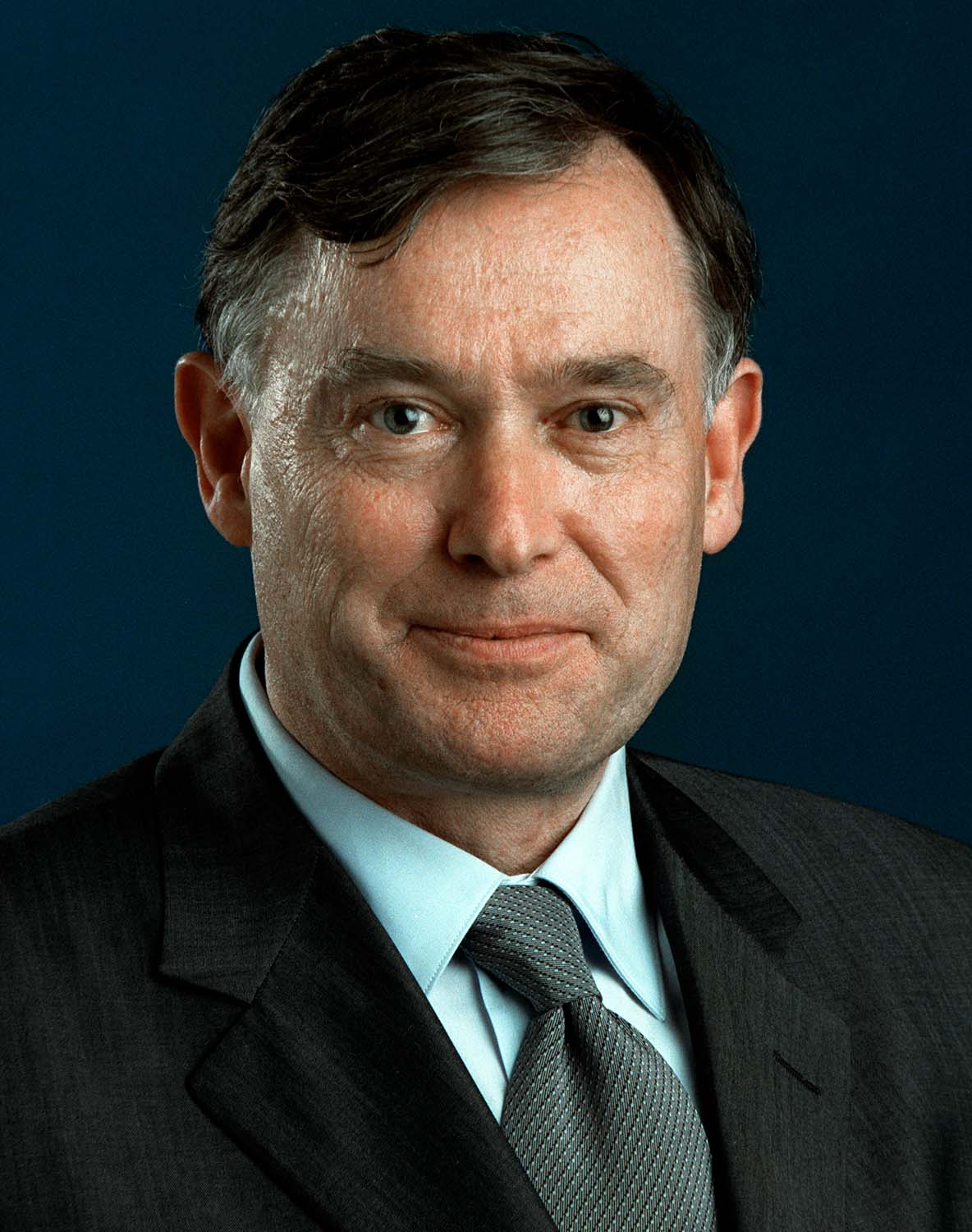
Horst Köhler in un'immagine del 2004

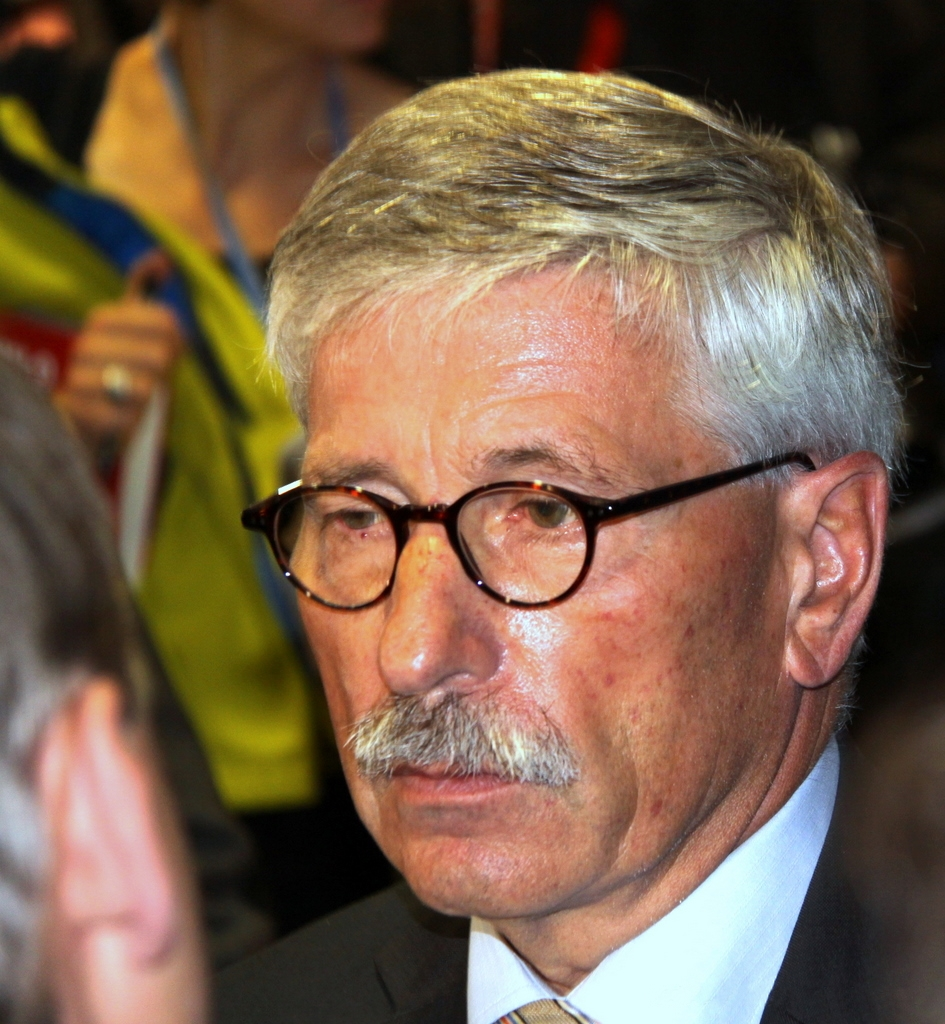
Thilo Sarrazin in un'immagine del 2010

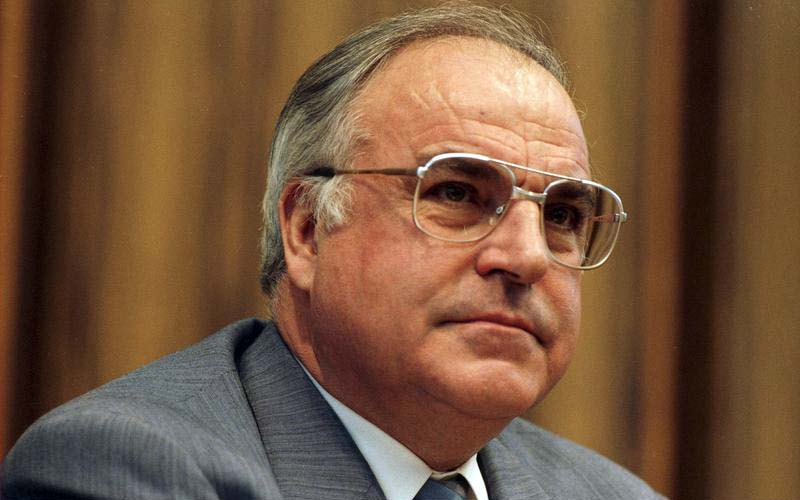
Helmut Kohl in un'immagine del 1987

Il 30 gennaio 1990 Modrow incontrò Gorbačëv, presentandogli un piano secondo cui inizialmente le due Germanie avrebbero regolato tramite trattato alcuni elementi confederativi, per poi costituirsi in confederazione; infine, nell'arco di tre anni, si sarebbe giunti alla riunificazione. Condizione per questo iter era la neutralità del Paese riunificato rispetto ai blocchi USA-URSS. Gorbačëv approvò il piano e Modrow lanciò pubblicamente l'idea il 1º febbraio. Ma già il 7 e l'8 febbraio seguenti il segretario di Stato USA James Baker incontrò Gorbačëv a Mosca e ottenne un nulla osta all'ingresso di una futura Germania riunificata nella NATO. Ancora il 7 febbraio Kohl lanciò pubblicamente l'idea di un'immediata unione monetaria tra RFT e RDT, proposta che era in discussione in ambienti governativi della RFT già da dicembre 1989. L'allora sottosegretario al Ministero delle Finanze Horst Köhler coordinava già da allora un gruppo di lavoro concentrato sull'idea di un'unione monetaria. L'alternativa ad una riunificazione graduale fu lanciata da Thilo Sarrazin il 21 dicembre e la proposta giunse al Ministro delle Finanze Theo Waigel e a Kohl stesso. Il 29 gennaio 1990 Sarrazin consegnò a Köhler una Proposta per un'immediata introduzione del marco nella RDT in cambio di riforme.
La natura della proposta di una repentina unione valutaria fu essenzialmente politica. Kohl vedeva con preoccupazione l'avvicinarsi delle elezioni politiche in Germania Ovest, previste per il 2 dicembre 1990. Più prossime ancora erano le elezioni politiche in Germania Est, previste per il 18 marzo 1990, dove appariva molto favorito il nuovo PDS, mentre si ipotizzava da più parti una sconfitta per la CDU dell'est, per anni al governo con la vecchia SED. Da un punto di vista geopolitico, era importantissimo approfittare della finestra aperta da Gorbačëv. Di certo, era chiara al gruppo di lavoro di Köhler e Sarrazin la potenza e l'importanza anche politica di una scelta tecnico-economica come quella dell'unione valutaria. Del resto, già nel 1948 la divisione della Germania in due era stata determinata dalla volontà di creare un'unione valutaria che escludesse l'area di occupazione sovietica. Sarrazin optò scientemente per un percorso non graduale, per quanto egli stesso avesse previsto 1,4 milioni di disoccupati: ancora il 12 febbraio consegnava al governo federale un documento (in vista dell'incontro tra Kohl e il governo Modrow dell'indomani), in cui scriveva che era necessario evitare che "la RDT riceva il marco tedesco, ma mantenga ancora un poco di economia pianificata".
La natura politica della proposta è indirettamente confermata dalla opposizione iniziale degli economisti di entrambi i Paesi. Un caso particolarmente plateale è quello del presidente della Bundesbank Karl Otto Pöhl. Questi, infatti, il 6 febbraio, in occasione di un incontro ufficiale con il presidente della banca di Stato della RDT, Horst Kaminsky, definì come "fantasiosa" l'ipotesi di una repentina unione monetaria tra i due Paesi e chiarì che era necessario del tempo. Ma al manifestarsi della proposta di Kohl del giorno dopo, Pöhl dichiarò il suo appoggio (nel 1991, durante un'audizione al Parlamento europeo, definirà l'unione monetaria tedesca "un disastro"). In una lettera del 9 febbraio, il comitato degli esperti economici del governo della RFT metteva in guardia il governo sulle conseguenze di un'unione frettolosa. Un membro del comitato, Rüdiger Pohl, nel numero del 23 febbraio 1990 del settimanale Wirtschaftswoche, scriveva: "Nella situazione attuale la Repubblica Democratica Tedesca avrebbe molti svantaggi da una rapida unione monetaria" e "la RDT ha bisogno di un periodo transitorio di una durata compresa tra uno e due anni". Lutz Hoffmann, l'allora presidente del Deutsches Institut für Wirtschaftsforschung, uno dei maggiori istituti di ricerca economica tedeschi, dichiarò di ritenere "senz'altro possibile dai 2,5 ai 3 milioni di disoccupati in RDT". La Frankfurter Allgemeine Zeitung, nel numero del 10 febbraio, ipotizzava che "da un quarto a un terzo dei lavoratori, se non addirittura di più, potrebbe perdere il posto di lavoro". Perplessità rispetto alla proposta arrivarono anche da economisti dell'est, segnatamente da Christa Luft, che nell'incontro del 13 febbraio tra i due governi denunciò il rischio di perdita di competitività delle merci della Germania Est anche sul mercato interno e il conseguente rischio disoccupazione in assenza di una fase transitoria. Il 3 marzo la delegazione tedesco-orientale consegnò alla controparte occidentale un documento dal titolo Sulla necessità di una fase di adattamento strutturale per l'economia della RDT nella creazione di un'unione monetaria e di una comunità economica, che conteneva stime preoccupanti dei risultati di una unione economico-monetaria raggiunta senza gradualità (2-2,5 milioni di disoccupati e il non arrestarsi dell'emorragia demografica). Il documento prescriveva quindi una fase di adeguamento che durasse tra i 3 e i 4 anni.
Questi rilievi non ricevettero risposta: i maggiori esponenti del governo Kohl erano in quel frangente impegnati nella campagna elettorale per le elezioni politiche del 18 marzo in Germania Est.

### La situazione economica della RDT
In genere, alla questione del perché la RFT insistesse tanto sull'opportunità di una unione valutaria senza gradualità si risponde in due modi: l'adozione di una moneta unica doveva arrestare il flusso demografico dall'est all'ovest; l'offerta del marco dell'ovest ai cittadini della RDT fu un "atto di generosità politica" (secondo l'espressione usata da Lothar de Maizière il 18 maggio 1990, al momento della firma del trattato) con cui la RFT correva in soccorso di una "Marode Wirtschaft", una "economia in rovina", com'era generalmente intesa l'economia della RDT.
In effetti, sul tema dell'emigrazione, già nel novembre 1989, Christa Luft aveva suggerito all'allora ministro degli Interni tedesco-occidentale, Wolfgang Schäuble, di eliminare le agevolazioni economiche (aiuti finanziari, assegnazione prioritaria di alloggi, concessione automatica del permesso di lavoro) che la Germania Ovest garantiva ai cittadini che dalla RDT si trasferivano nella RFT, ma non ad altri cittadini che si spostassero da un Land all'altro della RFT. Schäuble espresse su questo provvedimento dubbi di costituzionalità, che però svanirono dopo le elezioni del 18 marzo (il 20 marzo, infatti, le agevolazioni furono rimosse). Di fatto, poi, il flusso migratorio si arrestò tra marzo e giugno del 1990, ma riprese immediatamente vigore proprio nel luglio successivo, quando il trattato entrò in vigore.
Già al lancio della proposta di una rapida unione valutaria, Kohl fece diffondere la voce che la RDT fosse sull'orlo dell'insolvenza. Il 9 febbraio il suo portavoce Horst Teltschik passò informalmente questa idea alla stampa ed essa diventerà successivamente un luogo comune. Ma la stessa RDT aveva contribuito a crearlo: nell'ottobre 1989 Egon Krenz chiese a Gerhard Schürer, allora capo della pianificazione, un'analisi affidabile della situazione economica del Paese. Il documento redatto dalla commissione guidata da Schürer, intitolato Analisi della situazione economica della RDT e conclusioni (meglio noto come Schürer-Papier), consegnato il 30 ottobre, prefigurava il superamento della divisione tra le due Germanie e conteneva indicazioni di politica economica che sarebbero state poi seguite in gran parte dal governo Modrow. Ma soprattutto restituiva un allarmante ritratto della situazione economica del Paese, raccomandando la negoziazione di altri prestiti (2-3 miliardi di marchi ovest) dalla RFT. Il debito verso i Paesi occidentali era stimato in 26 miliardi di dollari USA. Questa ultima cifra non teneva però in conto le riserve di valuta pregiata detenute dal dipartimento Coordinamento commerciale, allora diretto da Alexander Schalck-Golodkowski.
(Siegfried Wenzel)
Solo un mese dopo la vera entità del debito (20,6 miliardi di dollari USA) fu nota. Il presidente della Bundesbank Pöhl, chiamato a testimoniare davanti ad una commissione parlamentare, confermò nel 1993 questa ultima cifra e che essa era nota alla Bundesbank ancora nel marzo 1990. Nel 1999 la Bundesbank poté verificare che l'indebitamento era ancora inferiore (12 miliardi di dollari USA), tenendo in conto anche l'attivo verso i Paesi COMECON.
Oltre alla situazione debitoria, il concetto di una marode Wirtschaft poggia sull'analisi della produttività del Paese. In rapporto alla RFT, la RDT aveva nel 1989 una bassa produttività del lavoro (tra il 45% e il 55% di quella della RFT) e un apparato industriale arretrato. Rispetto alla RFT, infatti, la RDT scontava il grosso peso delle riparazioni di guerra dovute alla Unione Sovietica, l'emigrazione di massa verso l'ovest (2 milioni di persone, cioè il 20% circa della popolazione in età da lavoro, fino al 1961, anno della costruzione del Muro di Berlino), nonché il legame con il COMECON, che isolava il Paese dal mercato mondiale (anche per il concorso della "dottrina Hallstein"), di modo che molti articoli che la RDT avrebbe avuto convenienza ad importare dovevano essere invece prodotti, con maggiori costi, all'interno del Paese.

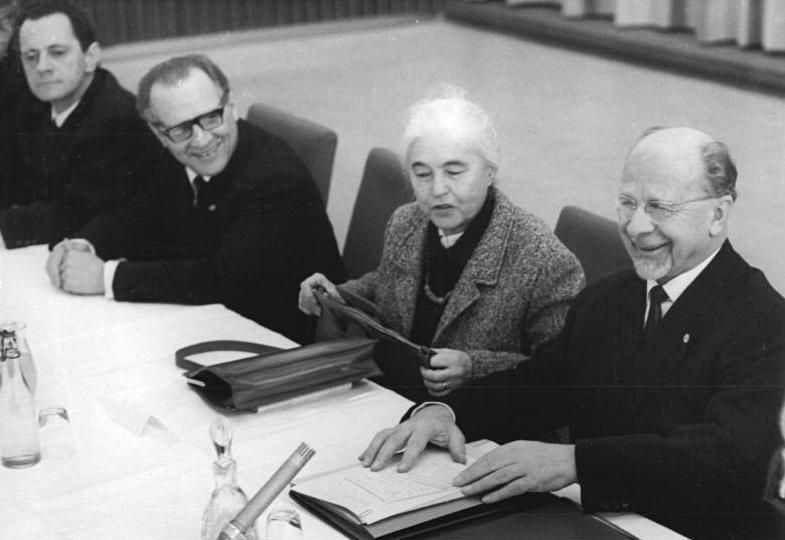
25 novembre 1965: Walter Ulbricht (primo da destra) ed Erich Honecker (il terzo) ad un incontro a Berlino con alcuni scrittori della RDT (si vedono Dieter Noll e Anna Seghers).

Quanto al sistema economico visto nel suo complesso, già nel 1946 Anton Ackermann, importante esponente della SED, aveva parlato di una "via tedesca al socialismo", ma questo possibile modello fu presto scartato in favore di una adesione al modello sovietico di rigida centralizzazione. Negli anni sessanta fu sviluppato un "Nuovo sistema economico di pianificazione e direzione dell'economia", che incontrò il favore di Walter Ulbricht, ai tempi segretario della SED. Ma anche questo tentativo di riforma finì in un nulla di fatto.
La crisi degli ultimi anni della RDT fu determinata anche da errate valutazioni di politica economica da parte della dirigenza. Ecco tre esempi di questo genere di errori:
- Il primo piano quinquennale (1951-1955) si concentrò sull'industria pesante, a scapito dell'industria leggera e della produzione di beni di consumo, un orientamento superato dopo la Rivolta di Berlino del 17 giugno 1953[47].
- Il terzo piano (settennale: 1959-1965) fu sviluppato secondo le direttive di Ulbricht, che all'epoca voleva che il consumo pro capite dei cittadini dell'est raggiungesse e superasse quello dell'ovest. Il piano ebbe effetti opposti a quelli desiderati[48].
- Con l'ottavo congresso della SED (giugno 1971), Honecker, nella sua relazione, individuò tre punti di fondo della politica economica del Paese[49]:

1. l'aggancio dei redditi alla crescita economica (progettata al 4% annuo): il costo di questa operazione fu molto oneroso per lo Stato ed esso era già impegnato a sostenere i prezzi sovvenzionati (per alcuni generi fermi ai livelli del 1944 o persino del 1936), che nel 1988 pesavano sul 30% del bilancio;
2. una liquidazione delle imprese private residue, che privò il Paese di 11.000 imprese di fondamentale importanza per il Paese e che complicò immensamente il lavoro del dipartimento per la pianificazione;
3. un grande piano di edilizia popolare, che sottrasse investimenti nel settore manifatturiero (con conseguente invecchiamento dei macchinari).

Infine, quanto gli anni ottanta, essi
(Vladimiro Giacché)
Nel complesso, la RDT non si trovava di fronte ad un rischio di bancarotta: era ancora in grado di esportare il 50% del reddito nazionale. Essa era però un'economia fragile, molto sensibile all'instabilità dei Paesi del blocco socialista. Come ha scritto Siegfried Wenzel:

### Le elezioni del 18 marzo nella RDT
Il 18 marzo 1990 furono tenute le prime e uniche libere elezioni della storia della Repubblica Democratica Tedesca; esse produssero un governo il cui principale mandato era quello di negoziare la fine stessa dello stato che rappresentava.

### L'unione monetaria
Parallelamente ai negoziati multilaterali, negoziati bilaterali furono tenuti tra i governi tedeschi dell'Est e dell'Ovest, i quali il 18 maggio firmarono un accordo per un passo intermedio, un'unione sociale, economica e delle due monete, che entrò in vigore il 1º luglio 1990 (Trattato sull'unione monetaria, economica e sociale; Währungs-, Wirtschafts- und Sozialunion).

### Trattative per la riunificazione

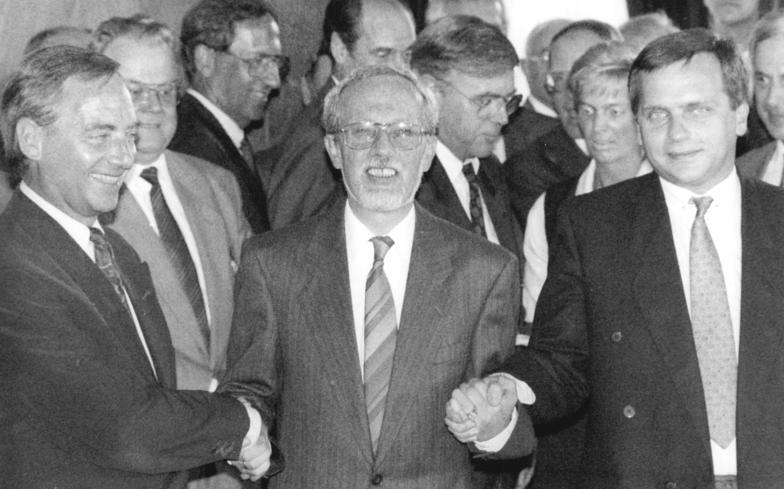
Da sinistra, il ministro degli Interni della RFT Wolfgang Schäuble, il presidente del Consiglio della RDT Lothar de Maizière e il segretario di Stato della RDT Günther Krause ritratti dopo la firma del patto di unificazione (31 agosto 1990).

Sotto la guida del primo ministro Lothar de Maizière, la Germania Est negoziò con la Germania Ovest, il Regno Unito, la Francia, gli Stati Uniti e l'Unione Sovietica le condizioni per una riunificazione tedesca. Nonostante fosse disponibile a riconsiderare la sua iniziale opposizione alla riunificazione, l'Unione Sovietica non voleva che la Germania Est fosse assorbita nell'alleanza NATO. Comunque fu raggiunto un accordo che permise alla Germania di rimanere parte della NATO a condizione che truppe NATO non fossero stanziate nei territori della ex Germania Orientale. Il 14 luglio 1990, con un incontro nel Caucaso tra Gorbačëv e Helmut Kohl, il processo ebbe il definitivo via libera di Mosca.
Il 23 agosto il parlamento della Germania Orientale (Volkskammer) approvò la proposta di accessione alla RFT. Il patto di unificazione (Einigungsvertrag) tedesco fu firmato il 31 agosto 1990 dai rappresentanti di RDT e RFT. Il 12 settembre fu firmato il Trattato sullo stato finale della Germania, che stabilì ufficialmente la ristabilita piena sovranità di entrambi gli stati tedeschi.

## Riunificazione
Dal momento in cui i nuovi cinque Länder dichiararono l'adesione alla Repubblica Federale, in conformità all'articolo 23, secondo il testo allora vigente, l'area di applicazione del Grundgesetz (Legge fondamentale) fu semplicemente ampliata includendoli. L'alternativa sarebbe stata la creazione di un'unione formale fra i due Stati tedeschi, in vista della scrittura di una nuova costituzione per la Germania unificata. Delle due scelte quella adottata fu obiettivamente la più semplice, quella consentita dal trattato 4+2 (con cui le ex potenze occupanti abbandonarono i diritti conquistati con la vittoria sul nazismo e la conferenza di Potsdam), ma anche quella criticata da parte della dottrina giuridica e della storiografia: si sarebbe trattato di una soluzione istituzionale in virtù della quale vennero confermati i timori secondo cui i tedeschi dell'est non sarebbero stati riunificati ma semplicemente "annessi" alla Germania Ovest.

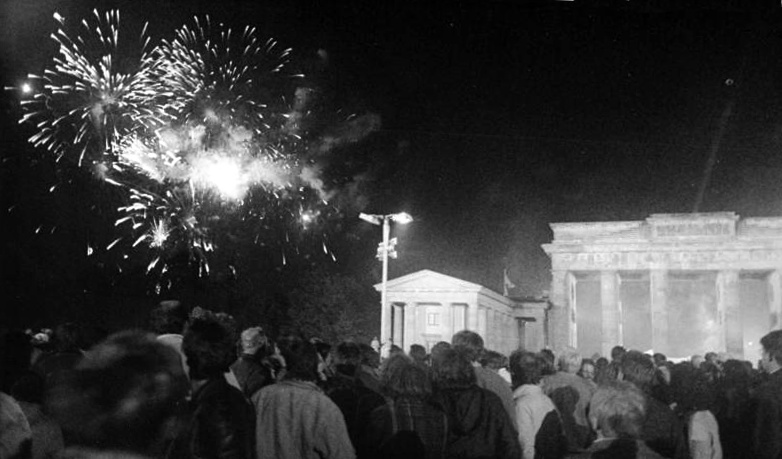
Berlino, 3 ottobre 1990: fuochi d'artificio e festeggiamenti di fronte alla Porta di Brandeburgo per la riunificazione.

Secondo la dottrina del diritto internazionale in materia di successione tra stati, la sopravvivenza della costituzione, delle istituzioni, e dei trattati internazionali (per esempio l'adesione alla NATO e alla CEE) della Germania Ovest, e la loro estensione al territorio dell'ex Germania Est, rendono la riunificazione tedesca un'"incorporazione" di quest'ultima da parte della prima. È bene ricordare peraltro che nella Repubblica federale tedesca era stata adottata nel 1949 una Grundgesetz (Legge fondamentale) e non formalmente una "Costituzione", proprio a significare che di Costituzione si sarebbe potuto parlare solo in una Germania unita.
La Germania fu ufficialmente riunificata il 3 ottobre 1990 (questa è la data designata per il "Giorno della riunificazione"), quando i cinque Länder - Brandeburgo, Meclemburgo-Pomerania Anteriore, Sassonia, Sassonia-Anhalt e Turingia - già esistenti nella Repubblica Democratica Tedesca ma aboliti e trasformati in province, si ricostituirono e aderirono formalmente alla Repubblica Federale di Germania (Germania Ovest), secondo la previsione dell'articolo 23 della Grundgesetz, cioè della Legge fondamentale della Repubblica Federale Tedesca. Dal momento in cui i cinque nuovi Länder dichiararono l'adesione alla Repubblica Federale, l'area di applicazione del Grundgesetz fu semplicemente ampliata, includendoli. L'alternativa sarebbe stata la creazione di un'unione formale dei due Stati tedeschi, in vista della stesura di una nuova costituzione per la Germania unificata. Delle due scelte, quella adottata fu obiettivamente la più semplice, ma fu causa del diffuso sentimento, da parte dei tedeschi dell'est, di essere stati occupati o annessi alla vecchia repubblica federale.
Per facilitare il processo di riunificazione e assicurare gli altri Paesi, la RFT approvò alcune modifiche alla sua costituzione. L'Articolo 146 fu emendato in modo che l'Articolo 23 del documento attuale fosse utilizzabile per la riunificazione. Poi, una volta che i ristabiliti Länder dell'est si unirono alla Repubblica Federale, la costituzione fu emendata nuovamente indicando che «...non ci sono altre parti della Germania, esistenti al di fuori dei territori unificati, che non hanno ancora acceduto alla federazione». Comunque, la costituzione può essere emendata ancora e questo continua a permettere l'adozione di un'altra costituzione del popolo tedesco in futuro.
Il 14 novembre 1990 il Governo tedesco firmò un trattato con la Polonia fissando i confini permanenti tra i due Stati sulla linea Oder-Neisse e quindi rinunciando a qualsiasi rivendicazione su Slesia, Pomerania Orientale, Neumark e l'ex Prussia Orientale. Il mese successivo si tennero le prime elezioni libere di tutto il popolo tedesco a partire dal 1933. Esse si conclusero con un incremento della maggioranza della coalizione di governo del cancelliere Helmut Kohl.

## Effetti della riunificazione

### Ostalgia
Il termine ostalgia deriva dal tedesco Ostalgie, a sua volta portmanteau di Osten (“est”, riferito alla Germania Orientale) e Nostalgie (“nostalgia”); fu coniato nel 1992 ed è attribuito al cabarettista Uwe Steimle che lo inventò come nome per il proprio programma televisivo trasmesso sulla rete televisiva regionale MDR, letteralmente rimpianto della Repubblica Democratica Tedesca; ciò può andare dal semplice revival modaiolo di vecchi marchi (soprattutto alimentari), abbigliamento e prodotti in genere al culto popolare; comprendendo anche una rappresentazione nostalgica del passato dei suoi simboli fino ad un orientamento politico simpatizzante per il vecchio regime socialista del SED.

### Impatto economico
I costi della riunificazione sono stati un grosso fardello per l'economia tedesca e hanno contribuito a una più lenta crescita economica negli anni recenti. Il costo della riunificazione è stato stimato intorno ai 1.500 miliardi di Euro (secondo Freie Universität Berlin). Questa cifra è più grande del debito nazionale dello stato tedesco. La prima causa di tale spesa fu la debolezza dell'economia della Germania Orientale, specialmente a confronto di quella della Germania Occidentale, combinata con la decisione, motivata politicamente, con la quale venne definito il tasso di conversione tra il marco della Germania Orientale e quello occidentale. Tutto questo si concretizzò in un notevole difetto di competitività delle industrie tedesche orientali rispetto a quelle occidentali, il che fece collassare le prime in breve tempo. A tutt'oggi uno speciale trasferimento di 100 miliardi di Euro ogni anno viene dato ai territori dell'ex-Germania Est per la "ricostruzione".
Fornire beni e servizi alla Germania Orientale ha posto sotto notevole sforzo le risorse della Germania Occidentale. Le industrie della ex-DDR in perdita, tecnologicamente arretrate nel confronto con la Germania occidentale, precedentemente sostenute dal governo tedesco orientale, sono state privatizzate. Come conseguenza della riunificazione, la maggior parte della ex-RDT ha subito una de-industrializzazione, che ha causato un tasso di disoccupazione di circa il 20%. Da allora centinaia di migliaia di tedeschi orientali hanno continuato a migrare verso l'ovest per trovare lavoro. Ciò determinò una significativa riduzione della popolazione nei Länder orientali, specialmente per quanto riguarda i professionisti altamente qualificati.
Al 2009, il PIL pro capite dei Länder orientali corrispondeva al 68,7% di quello occidentale: sempre nel 2009, l'Institut der deutschen Wirtschaft di Colonia ha stimato che nel 2020 sarebbe giunto al 78%.

## Cronologia

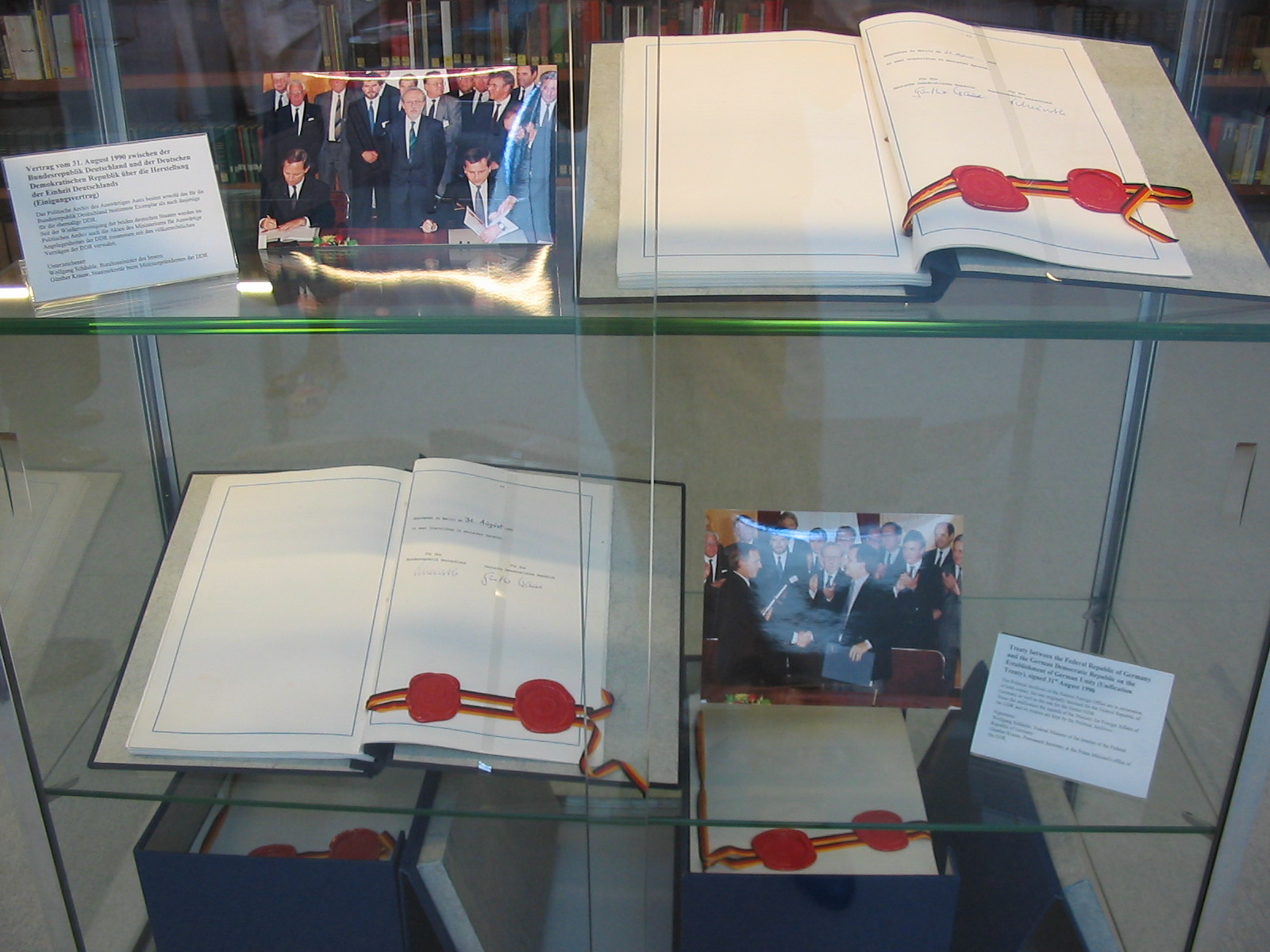
Il patto di riunificazione

### 1989
- 18 ottobre: Erich Honecker (1912-1994) si dimette dalle cariche di segretario generale del Partito Socialista Unificato di Germania (SED) e di presidente del Consiglio dei ministri. Nuovo segretario generale è Egon Krenz.
- 30 ottobre: il documento Analisi della situazione economica della RDT e conclusioni (noto come Schürer-Papier, "Documento-Schürer"), richiesto da Krenz ad una commissione guidata dal capo della pianificazione della RDT Gerhard Schürer, evidenzia la necessità di superare la divisione fra le due Germanie e, senza tenere conto delle riserve in valuta pregiata in possesso del Coordinamento commerciale, dipartimento diretto da Alexander Schalck-Golodkowski, stima in 49 miliardi di marchi-valuta l'indebitamento della RDT verso i Paesi occidentali.[40]
- 4 novembre: circa mezzo milione di persone manifestano a Berlino, chiedendo di riformare la RDT[7].
- 9 novembre: cade il muro di Berlino.
- 13 novembre: Hans Modrow è il nuovo presidente del Consiglio dei ministri.
- 26 novembre: viene pubblicato l'appello Per il nostro Paese, letto in televisione dalla scrittrice Christa Wolf[61].
- 28 novembre: il cancelliere della RFT Helmut Kohl propone al Bundestag un Programma in 10 punti per il superamento della divisione della Germania e dell'Europa[11].
- 6 dicembre: in seguito alle proteste popolari, Egon Krenz si dimette dalla carica di segretario generale della SED.
- 7 dicembre: si riuniscono i rappresentanti di diversi partiti tradizionali della RDT già alleati della SED e nuovi gruppi di opposizione, tra cui Neues Forum. La "Tavola rotonda" chiede elezioni libere.[13]
- 9 dicembre: dopo un congresso straordinario, la SED elegge presidente Gregor Gysi e assume il nome di Partito del socialismo democratico.[15]
- 19 e 20 dicembre: visita ufficiale di Kohl a Dresda. Il cancelliere viene accolto calorosamente dalla folla.[16]
- 21 dicembre: l'economista Thilo Sarrazin, dirigente del Ministero delle Finanze della Germania Ovest, avanza al sottosegretario Horst Köhler e per suo tramite al ministro Theo Waigel, la proposta di una rapida unificazione monetaria con la RDT.[62]

### 1990
- 9 e 10 gennaio: alla riunione del COMECON (Consiglio di mutua assistenza economica) a Sofia l'URSS annuncia la propria intenzione di utilizzare valuta pregiata nelle proprie transazioni commerciali con gli altri membri del Consiglio, il che implica uno scioglimento di fatto dello stesso.[17]
- 29 gennaio: Sarrazin consegna a Köhler una Proposta per un'immediata introduzione del marco nella RDT in cambio di riforme.[62]
- 30 gennaio: Modrow incontra Gorbačëv e gli propone un piano per una riunificazione graduale della Germania.
- 31 gennaio: Kohl avanza al proprio governo (governo Kohl III) un piano per una rapida riunificazione della Germania.[62]
- 6 febbraio: il presidente della Bundesbank Karl Otto Pöhl ha un incontro ufficiale con il presidente della banca di Stato della RDT, Horst Kaminsky. In questa occasione, definisce come "fantasiosa" l'ipotesi di una repentina unione monetaria tra i due Paesi.[29]
- 7 febbraio: Kohl propone alla RDT di avviare una trattativa per un'unione monetaria.[63]
- 7 e 8 febbraio: il segretario di Stato statunitense James Baker incontra Gorbačëv a Mosca e ottiene un nulla osta all'ingresso di una futura Germania riunificata nella NATO, contrariamente a quanto concordato tra Gorbačëv e Modrow pochi giorni prima.[63]
- 9 febbraio: il portavoce di Kohl, Horst Teltschik, diffonde informalmente alla stampa la voce che la RDT sia "del tutto insolvente in pochi giorni".[39] Un gruppo di economisti del governo della Germania Ovest invia una lettera al proprio governo per allertarlo sui pericoli di una unione economica troppo repentina.[64]
- 12 febbraio: forse in questo giorno appare in Germania Est uno striscione con la scritta Kommt die D-Mark, bleiben wir, kommt sie nicht, geh'n wir zu ihr ("Se arriva il marco rimaniamo qui, se non arriva lo raggiungiamo").[39] Sarrazin consegna un documento al proprio governo in vista dell'incontro che si terrà l'indomani tra il governo Kohl e il governo Modrow. Viene ribadita l'esigenza della repentinità del processo e della rimozione di ogni residuo di economia pianificata.[65]
- 13 febbraio: incontro tra il governo Kohl e il governo Modrow.
- 1º marzo: il governo Modrow istituisce la Treuhandanstalt ("Istituto per l'amministrazione fiduciaria della proprietà del popolo"). Viene anche emanato un decreto che trasforma le società pubbliche della RDT in società di capitali.[66]
- 3 marzo: la delegazione tedesco-orientale trasmette alla controparte occidentale un documento dal titolo Sulla necessità di una fase di adattamento strutturale per l'economia della RDT nella creazione di un'unione monetaria e di una comunità economica, che contiene stime preoccupanti dei risultati di una unione economico-monetaria raggiunta senza gradualità.[34]
- 18 marzo: si tengono nella RDT le elezioni politiche. Vince la coalizione Alleanza per la Germania (CDU della Germania Est e altri partiti), capeggiata da Lothar de Maizière, con il 40,8%.
- 12 aprile: entra in carica il governo de Maizière.[67]
- 18 maggio: viene firmato il Trattato sull'unione monetaria, economica e sociale (Währungs-, Wirtschafts- und Sozialunion).[68]
- 17 giugno: una "Legge sulla privatizzazione e riorganizzazione del patrimonio di proprietà del popolo", votata dalla Volkskammer, riforma la Treuhandanstalt: entrerà in vigore il 1º luglio. Per farla approvare, viene rapidamente riformata la Costituzione della RDT, che vietava la vendita senza condizioni della proprietà pubblica di suolo e mezzi di produzione.[69]
- 21 giugno: il Trattato sull'unione monetaria, economica e sociale viene approvato dai parlamenti di RFT e RDT.[68]
- 1º luglio: entra in vigore il Trattato sull'unione monetaria, economica e sociale[68]: alla mezzanotte, fiumi di cittadini della Germania Est si affollano nelle banche per cambiare i propri marchi dell'est con marchi dell'ovest[70]. Entra altresì in vigore la legge che istituisce la Treuhandanstalt, la quale si impossessa di tutte le aziende e le fabbriche statali della RDT.[68][71]
- 16 luglio: incontro tra Gorbačëv e Kohl a Stavropol'. Il primo lascia sostanzialmente mano libera al secondo sui termini del processo di unificazione tra le due Germanie.[72]
- 23 e 24 agosto: la Volkskammer vota l'ingresso della RDT nella RFT per il 3 ottobre successivo.[72]
- 3 ottobre: unificazione politica di RFT e RDT: la seconda è annessa alla prima.
- 2 dicembre: si tengono le elezioni politiche in Germania, le prime del Paese riunificato. La coalizione capeggiata da Kohl prende il 43,8% dei voti, mentre gli sfidanti Oskar Lafontaine (SPD) e Otto Graf Lambsdorff (FDP) prendono rispettivamente il 33,5% e l'11%.